# Drugi svjetski rat u Bosni i Hercegovini
Drugi svjetski rat na području Hrvatske i Bosne i Hercegovine, koje su bile podijeljene na njemačku i talijansku interesnu sferu, trajao je od 1941. do 1945. godine. Rat se na području čitave Jugoslavije uglavnom može podijeliti u 3 faze:
- u 1. fazi, komunisti podižu masovni ustanak protiv fašističkog okupatora u Srbiji i Crnoj Gori. Ustanak je slomljen do konca 1941. godine.
- u 2. fazi, koja traje do približavanja sovjetske vojske granicama Jugoslavije sredinom 1944. godine, partizanska vojska vodi uglavnom iscrpljujući gerilski rat na području Hrvatske i Bosne i Hercegovine. Glavni neprijatelji su, osim njemačkih i talijanskih jedinica, vojne postrojbe NDH i četnici Draže Mihailovića.
- u 3. fazi, potpomognuta sovjetskom armijom, Titova jugoslavenska vojska vodi završne operacije uništenja protivničkih snaga, te potpuno ovladava teritorijem Jugoslavije. Po završetku rata, koji je i sam bio krvav, Titova komunistička vojska je počinila masovni ratni zločin masakra protivničkih snaga i njihovih obitelji, te civila koji su se povlačili s poraženim snagama.

Podatci o tako ubijenim vojnicima i civilima variraju, i kreću se od 80.000 do 250.000. Među njima je najviše stradalih Hrvata, i to preko dvije trećine. Nakon kravavog obračuna slijedi uspostava komunističke totalitarne dikature, s KPJ kao jedinim političkim subjektom i Josipom Brozom Titom kao nedodirljivim diktatorom

## Suprotstavljene snage
Tijekom rata glavne suprotstavljene sile su bile:
- okupacijske fašističke postrojbe, ojačane domaćim domobranskim i ustaškim snagama na području same marionetske NDH, koja je obuhvaćala Hrvatsku i Bosnu i Hercegovinu, s praksom i programom pogroma i genocida nad Srbima, Romima i Židovima.
- srpske četničke postrojbe, s uporištem u Srbiji, te dijelovima NDH s većinskim srpskim stanovništvom, s nominalnim ciljem ponovne uspostave Kraljevine Jugoslavije, kao i praksom i programom pogroma i genocida nad Hrvatima i bosanskohercegovačkim Muslimanima.
- snage Komunističke partije Jugoslavije, s programom uspostave Jugoslavije kao federalne države sastavljene od nacionalnih republika (osim BiH, koja je zamišljena kao tronacionalna država), te društvenom revolucijom zasnovanom na sovjetskom staljinističkom modelu. Partizani (kako su komunisti uskoro postali poznati) su postali najdjelotvornijim borcima protiv njemačkih i talijanskih postrojbi, te njihovih saveznika.

## Nezavisna Država Hrvatska
Zbog unutarnjih slabosti u Travanjskom ratu 1941. godine, porazile su sile Osovine (Njemačka, Italija, Mađarska i Bugarska) u samo 12 dana rata prvu Jugoslaviju i razbile tu prikrivenu velikosrpsku tvorevinu na njene povijesne i etničke sastavnice. Uz pomoć Njemačke i Italije, proglašena je 10. travnja 1941. godine, Nezavisna Država Hrvatska, sa sjedistem u Zagrebu, a u njen sastav ušla je i Bosna i Hercegovina, na temelju povijesnih, etničkih i kulturoloških razloga. Naime, Bosna i Hercegovina i Hrvatska čine jednu geopolitičku cjelinu, one su bile u sastavu Hrvatskog, zatim Hrvatsko-Ugarskog Kraljevstva u srednjem vijeku, a od 1878., odnosno 1908. godine, bile su u istoj državi, Austro-Ugarskoj. Osim toga, prometno i kulturološki gravitirala je BiH prema zapadu i Hrvatskoj. Velik dio muslimana smatrao se jos tada Hrvatima islamske vjeroispovijesti jer u to doba proces njihovog nacionalnog sazrijevanja i političke integracije još nije bio završen.
NDH, nova država hrvatskog naroda, kako su je nazivali njeni utemeljitelji, obuhvaćala je područje, koje je bilo nekoć u sastavu Kraljevine Hrvatske, u doba Tomislava i Petra Krešimira IV., ili, točnije rečeno, djelomice i ono koje je bilo u sastavu Kraljevine Bosne u doba Tvrtka. U NDH, bila je unutarnja podjela izvršena po županijama, što je bio povijesni hrvatski sustav, odnosno na velike župe, koje su nazvane prema imenima upravnih jedinica iz doba srednjovjekovne hrvatske i bosanske kraljevine. Na području BiH, to su: Vrhbosna sa sjedištem u Sarajevu, Hum u Mostaru, Usora i Soli u Tuzli, Sana i Luka u Banjoj Luci, Lašva i Glaž u Travniku, Krbava i Psat u Bihaću. Za glavni grad, bila je predviđena Banja Luka, u Bosni, kao zemljopisno središte čitave Nezavisne Države Hrvatske. Treba napomenuti da je upravna vlast Nezavisne Države Hrvatske također razbijala osmanske i austro-ugarske granice Bosne i Hercegovine, u podjeli na velike župe pa je povezivala i izjednačavala područje uže Hrvatske s bosanskohercegovačkim. Tako su, npr., Gora (Petrinja) prelazila Unu, Livač i Zapolje (Nova Gradiška) i Posavje (Brod) su prelazile Savu i imale više kotareva na bosanskoj strani.
Ideja hrvatske države, kojoj je stremio hrvatski narod i koja se očitovala u činu proglašenja NDH, imala je duboke korijene u žudnji za samostalnošću i slobodom, snažno ojačanom patnjom i progonima pod velikosrpskim režimom Kraljevine Jugoslavije. Ironijom sudbine, ta je ideja vrlo brzo izdana od samog Pavelića, izdajom i prodajom hrvatskih povijesnih zemalja u Dalmaciji Fašističkoj Italiji, kao i genocidnom politikom njegovog režima, koji je kao poslušnik Hitlerovog novoga poretka o kojem je bio ovisan, pristupio progonu Židova i Roma, a prigodu je iskoristio za obračun sa Srbima. U slučaju srpskog stanovništva, taj mu je zadatak bio "olakšan" sporadičnim pokoljima koje su grupe velikosrpskih rojalista-četnika i drugih terorističkih grupa, počinile nad hrvatskim stanovništvom u periodu bezvlašća uoči proglašenja NDH, kao i nakon proglašenja NDH.

## Demarkacijska crta u NDH
Hrvati katolici i muslimani u Bosni i Hercegovini su se ubrzo samoorganizirali i naoružali kako bi se zaštitili od četnickih nasilja. Vlasti Nezavisne Države Hrvatske su izvršile novačenje, počele ustrojavati redovitu vojsku i jačati dobrovoljačke (ustaške) jedinice i upućivati ih na ugrožena područja, poglavito u istočnu Bosnu (Podrinje). Četnički istupi izazvali su nepovjerenje i progone Srba uopće pa je znatan dio pobjegao u Srbiju ili se povukao u planine, a neki su internirani u logore. U njih su upućeni zarobljeni četnici i hrvatski komunisti, kao politički protivnici nove države, ali i mnogi nedužni ljudi samo zato što su pripadali židovskom, romskom ili srpskom etnicitetu.
Nacistička Njemačka i fašistička Italija su tretirale Nezavisnu Državu Hrvatsku, kao svoju satelitsku državu, pa su je podijelili na dvije interesne zone. Italija je u svoju zonu uzela 100–120 km teritorija od obale Jadranskog mora u dubinu, a ostalo otuda do Drine, Drave i Dunava je bilo u njemačkoj ovlasti. Demarkacijska crta te podjele išla je južno od Samobora do Jajca, Bugojna i Goražda na Drini. Dakle, Bosna i Hercegovina je bila podijeljena tako da je zapadni dio Bosne i čitava Hercegovina bio pod talijanskom, a ostala Bosna pod njemačkom indirektnom okupacijom.

## Pripreme KPJ za ustanak
Organizacija Komunističke partije Jugoslavije u BiH počela je intenzivne pripreme za oružanu oslobodilačku borbu nakon Svibanjskog savjetovanja CK KPJ 1941. godine. U prvoj polovici svibnja, bio je formiran pri Pokrajinskom komitetu KPJ za BiH, Vojni odbor, a zatim i vojni odbori pri oblasnim i nižim rukovodstvima KPJ, koji su organizirali prikupljanje oružja, pripremali ljudstvo za oružanu borbu, organizirali obavještajnu službu, sanitetske tečajeve i ostalo. U to vrijeme, pokrajinska organizacija KPJ u BiH imala je oko 830 članova, a SKOJ oko 4.000 njih. Osnovni dio članstva KPJ i SKOJ-a bio je u Sarajevu, Tuzli, Mostaru, Banjoj Luci, Zenici i Drvaru.
Odluke Centralnog komiteta KPJ od 4. srpnja 1941. godine o pokretanju oružane oslobodilačke borbe prenio je Pokrajinskom komitetu KPJ za BiH delegat CK KPJ Svetozar Vukmanović – Tempo. Zaključeno je da je progonjeno srpsko stanovništvo spremno prihvatiti poziv KPJ na ustanak, ali je riješeno i da se poduzme sve da se u borbu uključe i Hrvati. Odlučeno je da se pri dotadašnjim partijskim oblasnim rukovodstvima (Banja Luka - Bosanska krajina i srednja Bosna, Tuzla - istočna Bosna, Mostar - Hercegovina, Sarajevo - šira okolina) formiraju oblasni vojni stožeri kao rukovodeći centri ustanka. U središte, u Sarajevu poslan je tajnik PK KPJ za BiH Isa Jovanović, u Banju Luku Đuro Pucar, u Tuzlu Uglješa Danilović, a u Mostar Avdo Humo.

## Ustanak Srba u istočnoj Hercegovini
Glavna uloga hrvatske regularne vojske u prvim ratnim mjesecima bila je uspostava vlasti u svim krajevima NDH i osiguravanje neometanog javnog i privatnog života u novoj državi zajedno s Oružništvom. S vremenom se na području istočne Bosne raširio četnički, a kasnije i partizanski pokret koji je zahvatio i šire prostore. Zadaća Hrvatskog domobranstva bila je obračunati se s pobunjenicima, oduzeti sve oružje koje je bilo u ilegalnom posjedu i uspostaviti javni poredak u tim krajevima. Nova i razmjerno neiskusna vojska slomila je pobunu Srba u istočnoj Hercegovini u lipnju, a već u srpnju borila se u istočnoj i zapadnoj Bosni.
Prema nekim povjesničarima, ustanak protiv NDH u istočnoj Hercegovini je izazvan upravo terorom "divljih ustaša" pod vodstvom ustaša povratnika. Zbog teškog stanja izazvanog ustankom, Ministarstvo domobranstva poslalo je u Hercegovinu generale Vladimira Laxu i Ivana Prpića s ovlaštenjem za ugušiti ustanak i uvesti red, uključujući i discipliniranje "divljih ustaša". Drugi pak smatraju da je ustanak u istočnoj Hercegovini 1941. posljedica djelovanja četničkog pokreta koji su podupirale talijanske vojne vlasti, te da je pojava "divljih ustaša" reakcija na takvo stanje. Do kraja 1941. godine Hrvatsko domobranstvo bilo je već prilično dobro naoružana i organizirana vojna sila.

## Četnički pokolji nad Hrvatima
Zbog velikosrpskog pritiska za Kraljevine Jugoslavije, ali i zbog tadašnjeg osjećaja pripadnosti hrvatskom narodu, određen broj muslimana u početku je podržao nastajanje Nezavisne Države Hrvatske, uključio se u njene organe vlasti, u ministarstva, u zapovjedni kadar redovite, ali i dobrovoljačke vojske. Budući da su u Bosni i Hercegovini, kao i u Hrvatskoj postojale jake četničke organizacije, potpomagane iz Beograda, oni su osnivanje Banovine Hrvatske, a jos više proglas Nezavisne Države Hrvatske, dočekali s pozivom: "Srbi na okup!" Dok se još nova država nije konsolidirala, počeli su progoni i pokolji Hrvata i muslimana u Hercegovini i Podrinju.
Područje Bosanske krajine je 27. srpnja 1941. godine zahvatio oružani ustanak, u doba socijalističke Jugoslavije svečano obilježavan kao Dan ustanka naroda Bosne i Hercegovine. Sjedište ustaničkog područja je bilo u Drvaru. Po pitanju odnosa, kojeg su imali srpski ustanici prema Hrvatima, bilo da su bili katoličke ili islamske vjere, nije bilo razlike, bez obzira jesu li srpske ustanike vodili četnici ili partizani. Napadi su planirani tako da slučajni preživjeli nakon pokolja u Drvaru ne mogu upozoriti susjede, odnosno da grahovski Hrvati ne mogu pobjeći nakon što doznaju što se dogodilo drvarskim Hrvatima.
Tog 27. srpnja 1941. godine, ubijen je drvarski župnik Waldemar Maksimilijan Nestor i veća skupina pripadnika njegove župe koji su se vraćali s hodočašća svetoj Ani u Kninskom polju. Hodočasnički vlak je pri povratku zaustavljen nekih 18 km od Drvara. Svi hodočasnici su okrutno poubijani, a tijela su im bačena u jamu Golubnjaču.
U Bosanskom Grahovu i okolnim selima, srpski ustanici (četnici i gerilski komunisti) ubili su 62 Hrvata, među njima 5 žena i 9 djece. Mladi župnik Juraj Gospodnetić i nekoliko dana nakon toga veoma okrutno mučeni i ubijen. Srpski ustanici su u Grahovu i okolnim selima Obljaju, Koritima, Luci, Ugarcima i Crnom Lugu opljačkali i spalili sve hrvatske kuće, a u Obljaju su zapalili župni ured i rimokatoličku crkvu sv. Ilije Proroka. Preostali preživjeli Hrvati su izbjegli u Knin.
Tijekom 9. i 10. kolovoza 1941. godine, četnici su u pogromu spalili cijeli župu Krnjeuša kod Bosanskog Petrovca, koju je činilo dvadesetak sela i zaselaka, uključujući i župnu crkvu i kuću. Brojka od 240 hrvatskih žrtava, koja nije konačna, ne obuhvaća poginule domobrane. Od svećenićkog osoblja, koje je bilo prvo na udaru, stradao je župnik Krešimir Barišić i tri svećenička pripravnika.
Imena i prezimena svih poginulih u ovim pokoljima nisu do kraja utvrđena, utvrđeno je 568 osoba koje za koje se poimence zna da su mučki ubijeni u tom zločinačkom napadu. Tako su posve zatrti Hrvati u župama: Drvar, Bosansko Grahovo i Krnjeuša u zapadnoj Bosni (Bosanska Krajina, Turska Hrvatska). Vlasti NDH nisu uspjele svojim vojnim postrojbama ugušiti ustanak.
U prosincu 1941. i tijekom siječnja 1942. godine, četnici su poklali preko 2.000 muslimana uglavnom u Foči i Goraždu. Časne sestre iz samostana na Palama odvedene su do Goražda, gdje su stigle 15. prosinca 1941. godine. Smještene su u zgradu vojarne na katu. Četnici su u pijanom stanju po noći provalili u sobe u kojima su bile časne sestre. Časne sestre su skočile kroz prozor, nakon čega su ubijene i bačene u rijeku Drinu. U narodu su poznate kao Drinske mučenice, a proglašene su blaženicama. Tih dana, bačeno je u Drinu oko 8.000 ljudi. Prvi, koji je zapisao zločine bio je slovenski svećenik Franc Ksaver Meško.

## Razvoj ustanka do 1942.
Krajem kolovoza 1941. godine, talijanske trupe zaposjele su Drugu demilitariziranu zonu i pokrenule ofenzivu pod izlikom da zaštite srpsko stanovništvo. Pod tom je propagandom dio boraca ostavio oružje i vratio se kući. Do kraja rujna talijanske trupe su zaposjele Drugu, a do sredine listopada i Treću zonu. U isto je vrijeme, ustanak u istočnoj Bosni bio vrlo intenzivan, što je iskoristio Dragoljub Mihailović, poslavši neke bivše jugoslavenske časnike da preuzmu zapovjedništvo nad ustanicima. U rujnu 1941. godine, njegov glavni delegat za istočnu Bosnu, major Jezdimir Dangić, proglasio se zapovjednikom Gorskog stožera bosanskohercegovačkih četnika.
Dana 26. rujna 1941. godine, u Stolicama je bilo održano savjetovanje, na kojem su donesene odluke na temelju kojih je izvršen ustroj partizanskih oružanih formacija. Tada je na teritoriju Bosne i Hercegovine formirano 10 partizanskih odreda. Do kraja 1941. godine, na svim slobodnim teritorijima osnovani su seoski, gradski i mnogi općinski Narodnooslobodilački odbori. Dana 21. prosinca 1941. godine u Rudom, u istočnoj Bosni bila je formirana Prva proleterska brigada.
U listopada 1941. godine, propali su napori KPJ da uspostavi suradnju s četničkim postrojbama u istočnoj Bosni u borbi protiv okupatora. Izvršavajući naredbu Dragoljuba Mihailovića, četnici su poveli akciju razbijanja partizanskih odreda. Da bi spriječio ove događaje, Vrhovni štab NOPOJ-a uputio je krajem prosinca 1941. u istočnu Bosnu Prvu proletersku brigadu i tamo prenio svoje sjedište. Radi stabilizacije Narodnooslobodilačkog pokreta u BiH i suzbijanja četničke akcije, bilo je održano pokrajinsko savjetovanje u Ivančićima 7. i 8. siječnja 1942. godine, na kojemu je sudjelovao Josip Broz Tito i više članova Centralnog komiteta KPJ. Nešto kasnije, Vrhovni štab je donio odluku o osnivanju dobrovoljačkih odreda od ljudstva, koje se kolebalo između partizana i četnika, a koje je bilo voljno braniti svoja mjesta od okupatorskog terora. Za vrijeme boravka Vrhovnog štaba NOP i DVJ u Foči, od 25. siječnja  do 10. svibnja 1942. godine, utvrđeni su tzv. Fočanski propisi, na temelju kojih se tijekom rata razvijao sustav narodne vlasti.
Za to je vrijeme u Bosanskoj krajini, proces stabilizacije Narodnooslobodilačkog pokreta, započet u jesen 1941., bio nastavljen u prvoj polovici 1942. godine. Talijansko-četnička akcija čišćenja terena ostala je bez uspjeha. Četnici su u tom razdoblju uspjeli stvoriti svoje oružane formacije i politička uporišta na Zmijanju i Manjači oko Mrkonjić-Grada i djelomično oko Glamoča i Bosanskog Grahova. Poslije oslobođenja Prijedora i Ljubije, na oslobođenom teritoriju Bosanske krajine je razvijen sustav narodne vlasti.

## Druga i treća ofenziva
Presudno razdoblje za oblikovanje Bosne i Hercegovine, kao i cijele Jugoslavije u sljedećih pola stoljeća je bilo od 1942. do 1943. godine. Na vojnom planu dolazi do maksimalne koncentacije suprotstavljenih snaga: uz oko 160.000 njemačkih i 350.000 talijanskih, oružana sila NDH postiže snagu od preko 160.000, a četnici Draže Mihailovića oko 80.000 vojnika. Komunistička vojska, u broju od 150.000 partizana, vodi teške gerilske bitke, izmičući pred ofanzivama protivnika i jedva probijajući obruče.
Dok su oružane snage NDH bile sastavljene isključivo od Hrvata i bosanskohercegovačkih Muslimana, a četničke od Srba, Titova komunistička vojska je bila višenacionalna; imala je oko 44 % Srba, 30 % Hrvata, 10 % Slovenaca, kao i Crnogorce i bosanskohercegovačke Muslimane. Od partizanskih brigada, velika većina su bile hrvatske i bosanskohercegovačke: od 96 brigada, 38 su bile hrvatske, a 23 bosanskohercegovačke, te 17 slovenske, sto pokazuje da se rat najvećom žestinom vodio na teritoriji NDH, dok su Srbija i Crna Gora bile uglavnom pacificirane i pod četničkom kontrolom.
Masovni ustanak Titove komunističke vojske u Srbiji i Crnoj Gori, koji je slomljen do konca 1941. godine snažnom njemačkom i talijanskom ofenzivom uz pomoć srpskih fašista i četnika. U Prvoj neprijateljskoj ofenzivi, komunistički partizani su spali s oko 50.000 vojnika na 4.500 boraca koji su protjerani iz Srbije. Rat se nastavio s najvećim intenzitetom na području  Bosne i Hercegovine. Njemačka je težište akcija u vlastitoj okupacijskoj zoni Jugoslavije prenijela u BiH radi osiguranja značajnih industrijskih poduzeća, rudnika i komunikacija ugroženih djelovanjima partizanskih postrojba.
Slijedila je Druga neprijateljska ofenziva protiv ustanka u istočnoj Bosni od 15. siječnja do 23. veljače 1942. Krajem siječnja 1942., Prva proleterska brigada se na Romaniji našla opkoljena jakim njemačkim snagama. Trebalo je proći pored Sarajeva, preko Igmana, prema oslobođenoj Foči. Igmanski marš je izveden noću između 27. i 28. siječnja, po dubokom snijegu i velikoj hladnoći. Domobranstvo je protjeralo partizane iz istočne Bosne natrag u Crnu Goru, no ipak nije moglo spriječiti njihov kasniji prodor u zapadnu Bosnu.
Nastavak prošle operacije nazvan je Operacija Ozren. U operaciji su sudjelovale osim Crne legije, dvije njemačke pješačke divizije, jedna talijanska divizija i dvije domobranske divizije. Crna legija je iskorištena kao udarna jedinica djelujući u okolici Maglaja. Operacija Ozren je bila uspješna, partizani su istjerani iz njihovih utočišta i pretrpjeli su brojne gubitke.
Tijekom travnja 1942. godine, traju ofenzivne operacije u istočnoj Bosni i Hercegovini. Crna legija je djelovala samostalno protiv zaostalih četničkih grupa na Ozrenu i nije se angažirala u planiranim velikim operacijama do 15. ožujka kada je očistila Romaniju od četnika i zauzela položaj kod Han Pijeska kako bi učvrstila istočno krilo njemačke 718. divizije. Ova operacija, od Nijemaca zvana Trio, započeta je od talijanskih divizija Taureneese, Pusteria i Sassari koje su htjele očistiti Crnu Goru, Sandžak i istočnu Bosnu od ustanika i primiriti taj prostor. U operaciji su sudjelovale dvije domobranske granične bojne i tri domobranske pješačke pukovnije.
U dijelu Operacije Trio, koji se odvijao na teritoriju NDH, Crna legija je igrala dominantnu ulogu i najodgovornija je za uništavanje i razbijanje 4500 četnika koji su djelovali na prostoru istočne Bosne. Nakon Han Pijeska, Crna legija zauzima Vlasenicu, a u Žepču zatječe gotovo sve stanovništvo pobijeno od četnika. U daljnjim borbama, Crna legija osvaja Miliće, Kasabu, Drinjaču, Bratunac i Srebrenicu te 9. travnja izbija na Drinu. Sljedeći dan, na samu godišnjicu proglašenja NDH, Francetić šalje Paveliću čuturicu s vodom iz Drine. Nakon osiguravanja granice prema Srbiji i završetka operacije Trio, Crna legija je poslana u uništavanje manjih izoliranih džepova otpora sjeverno od Foče.
U operaciji Trio od Nijemaca je zarobljen zapovjednik svih četničkih jedinica istočne Bosne bojnik Jezdimir Dangić. Francetićev dio operacije je u ustaškom tisku bio poznat kao "Pohod na Drinu", a čitava operacija je u partizanskoj literaturi poznata kao Treća neprijateljska ofenziva. Rezultat operacije je bio drastično smanjenje broja crnogorskih i istočnobosanskih četnika i partizana te uspostava kontrole NDH nad njenom istočnom granicom, ali i masovan bijeg srpskog stanovništva istočne Bosne u Srbiju.
U razdoblju od lipnja do srpnja 1942. godine, traje bitka na Kozari, u kojoj je razbijena glavnina partizanskih snaga na planini Kozari. Domobranske snage koje su sudjelovale u bitci imale su oko 18.000 vojnika, 150 tenkova i 80 zrakoplova. Glavnina domobranskih snaga napala je iz smjera Jasenovca prema Prosati i iz smjera Banovine prema Bosanskom Novom. Za vrijeme akcije 445 vojnika na strani NDH je bilo ubijeno, 654 ranjeno, a 498 vojnika se vodilo kao nestali. Partizani su za vrijeme bitke izgubili preko 6.000 vojnika, većinom poginulih.

## Bihaćka Republika
Od kraja lipnja do početka kolovoza bio je izvršen pohod Grupe proleterskih brigada u Bosansku krajinu pod izravnom komandom Vrhovnog štaba NOP-a i DVJ-a i postignute pobjede u drugoj polovici 1942. godine, koje su rezultirale prvenstveno stvaranjem Narodnooslobodilačke vojske Jugoslavije i Osnivačkom skupštinom AVNOJ-a. Uništenjem neprijateljskih garnizona u mnogim mjestima i razbijanjem glavnih četničkih formacija i uporišta, najveći dio teritorija zapadne i srednje Bosne bio je oslobođen i povezan s oslobođenom teritorijem u susjednim područjima Hrvatske.
Od 28. srpnja do 19. kolovoza 1942. godine, traje bitka za Kupres, koji je tada bio pod partizanskom opsadom. 600 pripadnika Crne legije je zajedno s domaćim ustaškim i domobranskim postrojbama pod zapovjedništvom pukovnika Franje Šimića gotovo mjesec dana branilo Kupres od četiri partizanske brigade, ukupno 2.500 partizana. Partizani su izveli tri koncentrirana napada protiv 1.500 branitelja tijekom noći s 11. na 12. kolovoza, 14. kolovoza i 19. kolovoza. Iako su branitelji bili brojčano višestruko nadjačani grad je uspješno obranjen. Partizanski gubitci su iznosili oko 1.000 mrtvih i ranjenih, a hrvatski oko 340 ranjenih i mrtvih branitelja.
Zbog zlodjela Crne legije u istočnoj Bosni, Jure Francetić je uhićen od strane Nijemaca i predan NDH s preporukom za ukor zbog nekonroliranja jedinica. Ante Pavelić je odbio učiniti išta protiv Francetića i na iznenađenje Nijemaca imenovao ga zapovjednikom svih stajaćih djelatnih sdrugova Ustaške vojnice. Početkom listopada u operaciji Dinara, dvije bojne Crne legije, pod Francetićevim zapovjedništvom, iz Kupresa napadaju partizane u Livnu i 3. listopada oslobađaju grad.
Pokušaji njemačkih, talijanskih i ustaških snaga u listopadu 1942. godine napadnim akcijama preoteti inicijativu ostali su bez uspjeha. Zbog toga je njemačko Vrhovno zapovjedništvo donijelo odluku o proglašenju teritorija NDH južno od Save operativnim područjem njemačkih trupa, a u prosincu 1942. i odluku o zimskim operacijama protiv NOV i POJ na velikom oslobođenom teritoriju u Bosni i Hrvatskoj. U listopadu 1942. godine, četnici su pobili oko 1000 Hrvata u Rami.
Odlukom Vrhovnog štaba u studenom 1942. formirano je pet divizija i jedan korpus NOVJ-a. Tada su na tlu BiH odlukom Vrhovnog štaba formirane tri udarne divizije, u čiji su sastav pored Grupe proleterskih brigada ušle još dvije brigade. U Podrinju, formirana je jedna brigada. Do kraja 1942., u Hercegovini su bili obnovljene organizacije KPJ i formirane partizanske jedinice. Pobjeda partizana nad četničkim snagama na Majevici u studenom 1942. bila je jedan od presudnih trenutaka za narodnooslobodilački pokret u istočnoj Bosni.
Centralni komitet KPJ i Vrhovni štab donosili su mjere i odluke koje su imale presudan značaj za političke osnove NOP-a, provođene na velikom slobodnom teritoriju sa središtem u Bihaću, od studenog 1942. do siječnja 1943. godine. Taj slobodni teritorij je postao poznat pod nazivom Bihaćka Republika. Rezultat snažnog razvoja narodnooslobodilačkog pokreta bili su: Osnivačka skupština AVNOJ-a (Bihać, 26. i 27. studenog 1942.), Osnivačka konferencija Antifašističkog fronta žena Jugoslavije (Bosanski Petrovac, 6. – 8. prosinca 1942.) i Osnivački kongres Ujedinjenog saveza antifašističke omladine Jugoslavije (Bihać, 27. – 29. prosinca 1942.)
Antifašističko vijeće narodnog oslobođenja Jugoslavije je konstituirano kao općenarodno i općepolitičko predstavništvo Narodnooslobodilačkog pokreta. Krupne pobjede i utjecaj NOP-a ljeta i jeseni 1942. uzrokovali su opadanje četničkog utjecaja među Srbima i doveli do većeg pristupanja Hrvata i muslimana u partizanske jedinice. Utjecaj NOP-a ojačao je u pojedinim gradskim centrima.

## Četvrta i peta ofenziva
| Njemački plan Weiss II. da će četiri njemačke divizije svojim djelovanjem, opkoliti i uništiti snage NOVJ-a u Livnu |  | Njemački plan Weiss II. da će četiri njemačke divizije svojim djelovanjem, opkoliti i uništiti snage NOVJ-a u Livnu |
| Njemački plan Weiss II. da će četiri njemačke divizije svojim djelovanjem, opkoliti i uništiti snage NOVJ-a u Livnu |  | Na zahtjev Talijana, Nijemci su podijelili Sjevernu borbenu skupinu u dva dijela: Bugojno-Prozor i Sarajevo-Konjic  |

| Nakon poraza koji su pretrpjeli u dolini Neretve, Talijani su odlučili svoje snage ojačati četnicima iz Nikšića. |  | Nakon poraza koji su pretrpjeli u dolini Neretve, Talijani su odlučili svoje snage ojačati četnicima iz Nikšića. |
| Nakon poraza koji su pretrpjeli u dolini Neretve, Talijani su odlučili svoje snage ojačati četnicima iz Nikšića. |  | Nakon neuspjeha u napadu na Konjic, partizani ruše most na Neretvi i kreću suprotno, prema Uskoplju.             |

Tijekom 1943. godine aktivnosti domobranstva sve se više pojačavaju, pogotovo nakon kapitulacije Italije zbog koje je došlo do intenzivnog jačanja partizanskog pokreta. Oformljene su četiri lovačke brigade (5. – 8.), svaka s po dvije pukovnije od četiri bojne s 500 pripadnika uz topničku skupinu, posebno opremljenu za gorski teren. Partizani su osim velikog slobodnog teritorija sa sjedištem u Bihaću, oslobodili i Jajce, Livno, Tomislavgrad, Šujicu, Posušje i Imotski, gdje je velike gubitke imao V. ustaški stajaći zdrug Rafaela Bobana. Nakon Francetićeve smrti u zadnjim danima 1942. godine, Crna legija je podijeljena na I., u istočnoj Bosni i V. ustaški stajaći zdrug, u Završju i zapadnoj Hercegovini.
Prva veća akcija (Weiss I) bilo je istjerivanje partizanskih snaga iz zapadne Bosne i grada Bihaća gdje se smjestio glavni stožer partizana. U suradnji s njemačkim postrojbama, partizani su nakon žestokih borba istjerani i počeli su se povlačiti prema Neretvi (Weiss II). Potkraj veljače i početkom ožujka vodila se žestoka bitka s partizanima (Weiss III), a u njoj su sudjelovali jedan domobranski zdrug i dvije divizije, ukupne snage 15.000 ljudi sa 110 tenkova i jednom eskadrilom zrakoplova. Najžešće borbe su se vodile oko Uskoplja, kojeg su partizani 3. ožujka nakratko zauzeli. Domobrani su zajedno s Nijemcima i Talijanima pritisnuli partizane koji su se povukli preko Neretve u istočnu Hercegovinu i dalje prema Sandžaku.
Do kraja ožujka, Sile osovine su ubile oko osam tisuća partizana, od kojih oko 50 % Hrvata, zarobivši još oko dvije tisuće. Unatoč teškim gubitcima i naočigled taktičkoj pobjedi Sila osovine, partizani su osigurali sigurnost svom zapovjedništvu i bolnici, te su mogli nastaviti sa svojim djelovanjem. U stvari, prelaskom u istočnu Bosnu i Hercegovinu partizani su se morali boriti samo protiv četnika te su ih potpuno onesposobili, tako da nakon Bitke na Neretvi četnici više ne predstavljaju nikakvu silu i skoro su potpuno izbrisani zapadno od Drine. Sve tri antipartizanske operacije (Weiss I, II i III) poznate su pod nazivom Četvrta neprijateljska ofenziva ili Bitka na Neretvi.
Sljedeća veća bitka bila je operacija Schwarz, poznatija kao Bitka na Sutjesci ili Petaneprijateljska ofenziva. U njoj su domobranske snage (jedan domobranski zdrug i tri divizije) u jačini od 15.000 ljudi sa 120 tenkova i 15 zrakoplova operativne grupe "Sarajevo" napale partizane, među kojima je bilo pet brigada iz BiH, u dolini Sutjeske i oko grada Foče. U prvim tjednima borbe nije bilo nekih većih pomaka, iako se linija pomicala na štetu partizana. 9. lipnja su Nijemci skoro uspjeli u naumu da likvidiraju Tita kad je bomba pala pored čelne skupine i ranila ga u ruku. Titov pas, njemački ovčar Luks se, prema navodima, žrtvovao da spasi Titu život.
U razdoblju od 3. do 15. lipnja, partizani su izvršili žestoki proboj svim snagama i probili se u istočnu Bosnu. Tri partizanske brigade i središnja bolnica s preko 2.000 ranjenika su ostale okružene, okrutni njemački vojnici su ubijali bez biranja, ubivši i ranjenike te nenaoružano liječničko osoblje. Stradao je ukupno 6.391 partizan, više od trećine vojnika koji su ušli u borbe. Odmah po proboju, partizani su pregrupirali i započeli protunapad u istočnoj Bosni, čisteći utvrde Sila Osovine u Vlasenici, Srebrenici, Olovu, Kladnju i Zvorniku tijekom sljedećih 20 dana. Ta bitka je bila prekretnica prema partizanskoj pobjedi u ratu i postala je važan dio kulture u poslijeratnoj Jugoslaviji.
Od srpnja 1943. godine, težište djelovanja NOV i POJ prebačeno je u talijansku okupacijsku zonu, a snage Prvog i drugog bosanskog korpusa razvile su ofenzivna djelovanja na cijelom području Bosne i Hercegovine. Tijekom tih djelovanja do kraja 1943. oslobođen je gotovo cijeli teritorij Bosne i Hercegovine osim Sarajeva i nekoliko gradskih središta duž važnih komunikacijskih pravaca. Uz očuvanu jezgru, Tito je uspio kapitalizirati slom Fašističke Italije. Osim oružja, njegova je vojska naglo narasla masovnim priljevom novih boraca, najviše Hrvata i Slovenaca, tako da je do konca 1943. godine narasla na 300.000 ljudi. Do kraja 1943. godine, snage NOV i PO BiH imale su u svom sastavu dva korpusa sa sedam divizija, 24 brigade i 25 partizanskih odreda. Sjedište Centralnog komiteta KPJ, Izvršnog odbora AVNOJ-a i Vrhovnog štaba NOV-a i POJ-a nalazilo se u Jajcu od 24. kolovoza do kraja 1943. godine.
Na inicijativu Pokrajinskog komiteta KPJ za BiH u rujnu 1943. godine započele su pripreme za sazivanje Osnivačke skupštine ZAVNOBiH-a. ZAVNOBiH se na svom Prvom zasjedanju u Mrkonjić-Gradu, 25. i 26. studenog 1943. konstituisao kao najviše političko tijelo NOP-a u BiH i izjasnio za federativno uređenje državne zajednice naroda Jugoslavije. Odbornici su usvojili Rezoluciju ZAVNOBiH-a i Proglas narodima Bosne i Hercegovine, u kojima se ističe da ubuduće BiH i njene narode, i u zemlji i inozemstvu, mogu zastupati i predstavljati samo ZAVNOBiH i AVNOJ. Ovim aktima istovremeno je izražena odlučnost naroda BiH da njihova zemlja, koja nije ni srpska, ni hrvatska ni muslimanska, nego i srpska i muslimanska i hrvatska, bude zbratimljena zajednica u kojoj će biti osigurana puna ravnopravnost svih Srba, Muslimana i Hrvata.
Odmah zatim, 29. studenog, u Jajcu je bilo održano Drugo zasjedanje AVNOJ-a čijim su odlukama položeni temelji nove Jugoslavije. Odluke koje su zapečatile sudbinu Kraljevine Jugoslavije bile su sljedeće: vrhovno partizansko političko tijelo AVNOJ postaje glavno zakonodavno vijeće i najviči predstavnik suvereniteta svih jugoslavenskih naroda; osnutak privremene vlade; kraljevskoj vladi u emigraciji oduzimaju se sva prava zakonite jugoslavenske vlade; kralju Petru II. Karađorđeviću se zabranjuje povratak u Jugoslaviju; nova Jugoslavija će biti ferederalna državna zajednica ravnopravnih naroda; Titu se dodjeljuje naslov maršal Jugoslavije; osniva se državna komisija za ispitivanje ratnih zločina okupatora i kolaboracionista.
U isto vrijeme, ustaške snage ne uspijevaju obraniti Bugojno, ali krajem kolovoza odbijaju partizanski napad na Livno. Neuspjeh je doživio i pokušaj da se sredinom rujna okruženi Kupres opskrbi hranom i streljivom iz Duvna. Početkom listopada, V. zdrug se povlači iz Livna i Tomislavgrada u Posušje, iz kojeg je uskoro izbačen u Imotski, iz kojeg je ubrzo povratio Posušje. Jesen prolazi u borbama s dalmatinskim partizanima oko Posušja i na području Imotske krajine. U prosincu sudjeluje u pothvatu Ziethenu i s njemačkim snagama prodire iz Posušja i zauzima Tomislavgrad i Šujicu.

## Šesta ofenziva i ZAVNOBiH
Od početka prosinca 1943. do sredine veljače 1944. godine, njemačke snage su u duhu zapovjedi Vrhovnog zapovjedništva za osiguranje obrane Balkana slučaju anglo-američke invezije izvršile više ofanziva na tlu Bosne i Hercegovine. Osobito teške borbe bile su vođene u prosincu 1943. godine, u središnjoj oblasti istočne Bosne, u prosincu 1943. i siječnju 1944. u južnom dijelu Bosanske krajine te od početka siječnja do sredine veljače 1944. u većem dijelu središnje Bosne i dijelu Bosanske krajine.
U rano proljeće 1944. njemačke snage prisilile su NOVJ da se povuče južno od linije Tuzla-Zvornik, gdje su nastavljene borbe u kojima su uspjele spriječiti prodor dvije divizije NOVJ-a iz Bosne u Srbiju. Do sredine 1944., mnogi pripadnici domobranstva počeli su se otvoreno svrstavati na stranu NOP-a, što je vodilo do masovnih slučajeva prebjega partizanima cijelih postrojbi veličine bojne te zrakoplova ZNDH.
U Bosanskoj krajini su njemačke snage izvršile svoju posljednju ofenzivnu operaciju koja je otpočela 25. svibnja zračnim desantom na Drvar, u kojem je od siječnja 1944. bilo sjedište Centralnog komiteta KPJ, Vrhovnog štaba, Predsjedništva AVNOJ-a i NKOJ-a. U desetodnevnim borbama jedinice Prvog proleterskog korpusa te dijelovi Petog i Osmog korpusa NOVJ-a osujetili su plan njemačke naredbe o uništavanju rukovodstva nove Jugoslavije, koje je svoje sjedište prenijelo na Vis.
Dana 17. lipnja 1944. godine, na otoku Visu potpisan je sporazum između maršala Tita i bivšeg bana Banovine Hrvatske Ivana Šubašića, koji je postao predsjednik jugoslavenske kraljevske vlade u izbjeglištvu. Ivan Šubašić se obvezao da će njegova vlada priznati AVNOJ i pozvati narod da pristupa antifašističkom pokretu. Time su međunarodna zajednica i britanska vlada definitivno priznali legitimitet i vlast Titove Narodnooslobodilačke vojske Jugoslavije i njenih institucija.
Na temelju odluka AVNOJ-a, ZAVNOBiH se na svom Drugom zasjedanju u Sanskom Mostu 30. lipnja 1944. godine, konstituirao u najviši zakonodavni i izvršni organ federalne Bosne i Hercegovine, donio odluke o ustrojstvu i radu Narodnooslobodilačkih odbora i narodnooslobodilačkih skupština, Deklaraciju o pravima naroda Bosne i Hercegovine, te odobrio rad delegacije BiH na Drugom zasjedanju AVNOJ-a. Na osnivačkoj konferenciji u selu Zdena kod Sanskog Mosta izabran je 3. srpnja 1944. godine Glavni odbor Jedinstvenog narodnooslobodilačkog fronta Jugoslavije za BiH i pokrenuta inicijativa za izbore lokalnih odbora.

## Završne operacije u BiH
U prvoj etapi završnih operacija za konačno oslobođenje Jugoslavije, od srpnja do kraja 1944. na tlu Bosne i Hercegovine, snage NOVJ-a zadržale su inicijativu i izvodile uspješna ofenzivna djelovanja proširujući oslobođeni teritorij. U vrijeme priprema operacija NOVJ-a za oslobođenje Srbije od svibnja do kolovoza 1944. osobito žestoke borbe bile su vođene u istočnoj Bosni s krupnim njemačkim snagama, koje su pokušavale ofenzivnim djelovanjima spriječe prodor Dvanaestog vojvođanskog korpusa preko Drine u Srbiju. U srpnju 1944., I. ustaški stajaći zdrug, ostatak Crne legije, vodio je uspješne borbe oko Srebrenice i zajedno s Nijemcima vodio proboj do Zvornika.
U operacijama za konačno oslobođenje Srbije, Makedonije, Crne Gore, Kosova i Dalmacije jedinice Trećeg i Petog korpusa i 29. hercegovačke divizije konačno su oslobodile najveći dio teritorija Bosne i Hercegovine. Konačnim oslobođenjem 17. studenog 1944., Tuzla je postala veoma značajan oslonac ratnih dejstava jedinica Trećeg korpusa NOVJ-a. Dana 20. studenog 1944., Hrvatsko domobranstvo je spojeno s Ustaškom vojnicom u jedinstvene Hrvatske oružane snage. Na području BiH operirale su domobransko-ustaške divizije na širem području oko gradova 6. u Banjoj Luci, 8. u Sarajevu, 9. u Mostaru, 12. u Brčkom i 15. na pruzi Sarajevo-Brod na Savi. U Rankovićima kod Travnika, 22. listopada 1944., strijeljano je oko 200 zarobljenih hrvatskih civila i vojnika iz Kupresa.
Početkom 1945. godine, njemačke i ustaške snage držale su Mostar, Sarajevo i dolinu rijeke Bosne, kamo su se povlačile jedinice njemačke Grupe armija E, te sjeverni dio Bosne i Hercegovine, linijom Bijeljina-Doboj-Derventa-Banja Luka-Bosanski Novi-Bihać. U Mostarskoj operaciji, od 6. do 14. veljače 1945. godine, jedinice Osmog dalmatinskog korpusa i 29. hercegovačka divizija oslobodile su Mostar, Nevesinje, Široki Brijeg i Konjic. 369. "vražja" divizija i 9. domobransko-ustaška divizija su izbrisane iz registra Vermahta, tako da se od tada u dokumentima govori samo o borbenoj grupi 369., što dovoljno govori o ustaškim gubicima, izraženim u tisućama.
Partizani i njihovi pomagači nakon oslobođenja spomenutih gradova, u odmazdi su ubili hercegovačkog provincijala Lea Petrovića i još 65 franjevaca. Pokolj hercegovačkih fratara se dogodio u Mostarskom Gracu, Gornjem Gracu, Donjem Gracu, Gostuši, Širokom Brijegu, Mostaru, Ljubuškom, Vrgorcu, Čapljini, Međugorju, Čitluku, Izbičnom, Kočerinu, Velikoj Gorici, Zagrebu, Macelju, Krapini i Bleiburgu. Najviše franjevaca je ubijeno 7. i 8. veljače 1945. godine na Širokom Brijegu te 14. veljače 1945. godine.
U drugoj polovici ožujka, na početku završne ofanzive Jugoslavenske armije, oslobođen je Bihać, a 6. travnja Sarajevo. Od 30. ožujka do 8. travnja 1945. godine, Hrvatske oružane snage su u bitci na Lijevče polju nanijele velik poraz četnicima, s oko 7.000 mrtvih i ranjenih te 5.000 zarobljenih, koji je poslije u srpskoj emigraciji prozvan drugim Kosovom. Ostatci domobransko-ustaških divizija povlače se prema Zagrebu. Još prije završetka vojnih operacija u BiH, u Sarajevu je od 26. do 28. travnja 1945. održano Treće zasjedanje ZAVNOBiH-a na kojem je ZAVNOBiH proglašen Narodnom skupštinom i formirana prva vlada Bosne i Hercegovine. U borbama do 1. svibnja 1945. godine, bio je oslobođen gotovo cjelokupni teritorij Bosne i Hercegovine.
Nakon oslobođenja Sarajeva 6. travnja 1945. godine i povlačenja Nijemaca i ustaša prema sjeveru, preko Zenice i Doboja, na prostoru donjeg toka rijeke Bosne spojili su se korpusi formacija NOVJ-a s jasnim instrukcijama da se u što hitnijem roku spoje s jedinicama Crvene Armije i NOVJ-a na Srijemskom frontu, s kojim bi zatim zajednički zatim trebali nastaviti gonjenje njemačke vojske i vojske NDH koje su se povlačile prema Austriji. Tako se odigrala bitka za Odžak, od 19. travnja do 25. svibnja 1945. godine, punih 16 dana nakon završetka Drugog svjetskog rata, u kojoj su se domobransko-ustaške snage borile do posljednjeg čovjeka. Nakon konačnog sloma hrvatskih snaga, partizani su ubili 3.375 osoba što je bila jedna trećina hrvatskog pučanstva odžačkog kraja.

## Bleiburška tragedija i Križni put 1945.
Bleiburška tragedija i Križni put 1945. pojmovi su kojima se u hrvatskoj publicistici označuje niz događaja u svibnju 1945. godine. Slomom Trećeg Reicha, 2. svibnja 1945., dogodila se i kapitulacija Nezavisne Države Hrvatske. Nezavisna Država Hrvatska je prestala postojati 8. svibnja 1945., ulaskom partizana u Zagreb, odnosno njegovim oslobođenjem. U tom oslobađanju ubijeno je oko 11, a zarobljeno gotovo 16 tisuća vojnika NDH.[nedostaje izvor] Pavelić je već 6. svibnja 1945. odlučio da se vojnici, državna uprava i civili, koji to žele, povuku prema Austriji.
Tako se mnoštvo hrvatskog naroda povuklo prema zapadu u nadi da će se moći predati zapadnim saveznicima koji bi ih zaštitili od Titovih partizana te konvertiranih i/ili amnestiranih četnika. Pripadnici postrojba NDH predavali su se tijekom tih tjedana. Brojni hrvatski vojnici su bili ubijeni dok su se držali odstupnicu, povlačili se, nakon što su se predali u borbama ili nakon što bi se prijavili vlastima, naivno se nadajući da će ih nove vlasti pošteno tretirati. Ista je sudbina snašla desetke tisuća zarobljenih hrvatskih civila koji su ostali u svojim domovima ili drugdje na području tad već bivše Nezavisne Države Hrvatske.
NDH se predala 15. svibnja 1945. godine u Bleiburgu. U međuvremenu, na poljima prema jugu koja nisu vidljiva iz Bleiburga, velika masa ljudi nalazila se u stanju nevjerice, užasa i zbunjenosti. 17. svibnja 1945. godine otpočeo je Pokolj u Bleiburgu, ratni zločin i zločin protiv čovječnosti. Bleiburg je postao simbol i metafora svih hrvatskih stradanja od komunističkih pobjednika 1945., iako je samo manji dio vojnika i civila ubijen na samoj Bleiburškoj poljani i u okolici.
U posljednjim borbama i marševima smrti, poznatim kao Križni put hrvatskog naroda poginulo je ili ubijeno oko 45.000 do 200.000 pripadnika oružanih snaga NDH ili civila. Najvjerojatnija brojka, po posljednjim istraživanjima, je oko 50.000. Veliki broj ih je pao u partizansko zarobljeništvo stradavajući na dugom Križnom putu Hrvata 1945. godine. Masovne likvidacije izvršene su u Teznom kod Maribora, Dravograda, Celja, Kočevja i drugdje u Sloveniji, a u Hrvatskoj u Maceljskoj šumi kod Krapine, Samobora, Karlovca, Siska, Bjelovara i drugdje. Masovno stradanje trajalo je od svibnja do kolovoza 1945. godine.
Naknadna iskopavanja, koja su provedena po mjestima egzekucije u Sloveniji nakon pada komunizma, dovode u pitanje neke vidove te statistike: nasuprot 50.000 Hrvata pogubljenih od strane komunista u cijelom području od Austrije do Makedonije, slovensko povjerenstvo za ratne zločine identificiralo je oko 190.000 ljudi smaknutih u partizanskim pokoljima 1945. i 1946. godine. Budući da po nalazima povjerenstva oko 10.000 čine slovenski domobrani, a 180.000 hrvatski vojnici i civili, to otvara nove dubioze, dovodeći u pitanje status Josipa Broza Tita kao najvećeg ratnog zločinca i najvećeg ubojice Hrvata na području bivše Jugoslavije.
Glede samoga hrvatskoga naroda, dugotrajna negativna posljedica, koja je poništena tek oslobodilačkim ratom protiv velikosrpske agresije 1991. – 1995. godine, je bila kompromitacija same ideje hrvatske države. Hrvati su, time što je jedan dio njih sudjelovao u osovinskim vojnim postrojbama, stekli stigmu profašističkog naroda, koja je, pojačavana srpsko-jugoslavenskom promidžbom za vrijeme socijalističke Jugoslavije i prešućivanjem činjenice da su Hrvati aktivnije sudjelovali u antifašističkoj borbi nego neki daleko brojniji narodi, kao i više nego bilo koji narod u propaloj Jugoslaviji, sprječavala i gušila ostvarenje hrvatskoga višesetoljetnoga sna o slobodi i samostalnosti. Tek je Domovinski rat izbrisao te napuhane grijehe prošlosti i propagandne utvare.
Po analizama hrvatskog znanstvenika Žerjavića i srpskog Kočovića, koje daju vrlo slične rezultate, Jugoslavija je u Drugom svjetskom ratu izgubila oko milijun ljudi, od toga oko 500.000 Srba, 200.000 Hrvata, te 90.000 Bosanskih Muslimana. Sama Bosna i Hercegovina je pretrpjela sljedeće gubitke: 164.000 Srba, 75.000 bosanskih Muslimana, 64.000 Hrvata i 9.000 Židova.

## Unutarnje poveznice
| - Drugi svjetski rat u Jugoslaviji - Nezavisna Država Hrvatska - Narodnooslobodilački pokret - Hrvatsko domobranstvo - Paravojne ustaške postrojbe - Zločini četnika u Drugom svjetskom ratu - Narodnooslobodilačka vojska Jugoslavije - Ustaška vojnica - Crna legija ili I. ustaški stajaći zdrug - Anti-partizanske operacije u NDH - Treća neprijateljska ofenziva - AVNOJ, Četvrta neprijateljska ofenziva - Peta neprijateljska ofenziva | - ZAVNOBiH - Josip Broz Tito - Šesta neprijateljska ofenziva - Sporazumi Tito-Šubašić - Hrvatske oružane snage - Hercegovački franjevački mučenici - Bitka na Lijevča polju - Bitka za Odžak - SvXXXXXXXXXXX katastrofa - Pokolj u Bleiburgu - Križni put (1945.) - Partizanski zločini u poraću - Demografski gubici Jugoslavije |

## Vanjske poveznice
- HercegBosna.org Srce tame (1941. – 1945.)
- HercegBosna.org Drugi svjetski rat
- HercegBosna.org Novije povjestice, vrela, kritike i raščlane